# Unplugged (Präventionsprogramm)
Unplugged ist ein evidenzbasiertes, manualisiertes Unterrichtsprogramm, das speziell für die Primärprävention des Konsums und Missbrauchs von legalen und illegalen Substanzen in Schulen entwickelt wurde. Es entstand zwischen 2003 und 2009 im Rahmen des EU-DAP-Projekts („European Drug Addiction Prevention Trial“) und zielt darauf ab, Jugendliche durch Bildung und die Entwicklung von Sozial- und Lebenskompetenzen zu einem kritischen Umgang mit Substanzen zu befähigen. Durch eine Vielzahl von methodischen Ansätzen wie Präsentationen, Gruppenarbeit, Rollenspiele und mehr fördert das Programm kritisches Denken, Problemlösungsfähigkeiten, effektive Kommunikation und emotionale Bewältigungsstrategien. Es zielt darauf ab, Drogenerstkontakte zu verringern, normative Überzeugungen über Substanzen zu korrigieren, und Wissen über Drogen zu vermitteln. Das Programm wird von geschulten Lehrkräften durchgeführt und stützt sich auf das Konzept des umfassenden sozialen Einflusses. Aufgrund seiner nachgewiesenen Wirksamkeit wird Unplugged in mehreren Datenbanken für evidenzbasierte Präventionsprogramme geführt. Es ist sowohl in der Xchange Prevention Registry der European Union Drugs Agency (EUDA) als auch in der Grünen Liste Prävention des Landespräventionsrats Niedersachsen gelistet.

## Geschichte und Entstehung
Das Suchtpräventionsprogramm Unplugged wurde zwischen 2003 und 2009 im Rahmen des EU-DAP-Projekts („European Drug Addiction Prevention Trial“) entwickelt, um einen innovativen Ansatz in der Primärprävention des Konsums und Missbrauchs von Substanzen zu bieten. Die Europäische Kommission finanzierte die Entwicklung und Evaluation des Programms. Zum Testen der Wirksamkeit wurde es durch eine umfangreiche, cluster-randomisierte kontrollierte Studie in sieben europäischen Ländern (Italien, Belgien, Österreich, Schweden, Spanien, Griechenland und Deutschland) zwischen 2004 und 2007 evaluiert. Hierfür wurde das Programm in die jeweiligen Landessprachen übersetzt und an die nationalen sowie kulturellen Gegebenheiten angepasst. Nach dieser ersten Evaluationsphase wurde Unplugged in weiteren Ländern wie der Tschechischen Republik, Nigeria, Brasilien, Peru und Chile in Replikationsstudien erneut evaluiert. Am Ende des Projekts im Jahr 2009 erfolgte eine Überarbeitung und Aktualisierung des Curriculums basierend auf Rückmeldungen von Lehrkräften und Trainern. Zu den wesentlichen Änderungen gehörten eine neue Reihenfolge der Lektionen, die Entwicklung eines Arbeitsbuchs für Schülerinnen und Schüler, kürzere Lektionen für eine einfachere Implementierung und einige innovative Aktivitäten. Zudem wurde eine neue, ansprechende grafische Version entwickelt und das aktualisierte Programm zusammen mit dem Arbeitsbuch und den Karten kostenfrei zur Verfügung gestellt. Das European Drug Prevention Centre ist auch nach Ende des Projekts weiterhin zentraler Ansprechpartner. Seit 2023 wird das Programm in Deutschland auch von der gemeinnützigen Organisation FINDER e.V. für Lehrkräfte angeboten.

## Theoretischer Hintergrund
Das „Unplugged“-Programm basiert auf einem integrativen theoretischen Modell, das verschiedene psychologische und sozialwissenschaftliche Theorien kombiniert:
- Theorie des Sozialen Lernens nach Albert Bandura: Betont die Bedeutung von Beobachtungslernen und Modellierung für die Entwicklung von Einstellungen und Verhaltensweisen.[8]
- Theorie des Problemverhaltens nach Richard Jessor und Shirley Jessor: Fokussiert auf die Identifizierung und Stärkung von Schutzfaktoren und unterstützt Jugendliche darin, positive Verhaltensweisen zu entwickeln.[9]
- Modell gesundheitlicher Überzeugungen nach Irwin M. Rosenstock: Zielt darauf ab, das Bewusstsein für die Risiken und Konsequenzen des Drogenkonsums zu schärfen und gleichzeitig die Selbstwirksamkeit der Jugendlichen zu stärken.[10]
- Theorie des geplanten Verhaltens nach Icek Ajzen und Martin Fishbein: Berücksichtigt die Rolle von Einstellungen, Intentionen und wahrgenommenen Normen bei der Entscheidungsfindung und Verhaltensänderung.[11]
- Theorie der sozialen Normen nach H. Wesley Perkins und Alan D. Berkowitz: Adressiert die oft verzerrten Wahrnehmungen und Überzeugungen bezüglich der Verbreitung und Akzeptanz von Drogenkonsum unter Gleichaltrigen.[12]

Diese Theorien werden im „Unplugged“-Programm integriert, um eine kritische Auseinandersetzung mit Einstellungen und Normen zu fördern und Jugendliche zu befähigen, gesunde Entscheidungen zu treffen.

## Inhalt und Struktur
Der Inhalt des „Unplugged“-Programms ist in einem 12-teiligen Kurs strukturiert, der sich auf die Vermittlung von Informationen und Einstellungen, zwischenmenschlichen sowie intrapersonalen Kompetenzen konzentriert. Das Curriculum ist darauf ausgelegt, während der regulären Unterrichtszeit integriert zu werden und umfasst ein Handbuch für Lehrkräfte sowie ein Arbeitsbuch für Schülerinnen und Schüler, ergänzt durch Quizkarten und Materialien für Elternabende.
Die folgende Tabelle gibt einen Überblick über die 12 Einheiten des „Unplugged“-Programms:
| Einheit | Titel                                                | Hauptziele                                                                     |
| ------- | ---------------------------------------------------- | ------------------------------------------------------------------------------ |
| 1       | Eröffnung von Unplugged                              | Einführung in das Programm, Festlegung von Regeln, Reflexion über Drogenwissen |
| 2       | Gruppenzugehörigkeit                                 | Klärung von Gruppeneinflüssen und -erwartungen                                 |
| 3       | Alkohol: Risiko- und Schutzfaktoren                  | Information über Einflussfaktoren auf den Drogenkonsum                         |
| 4       | Realtitätsprüfung: sind das Fakten woran du glaubst? | Förderung kritischer Bewertung von Informationen, Korrektur von Normen         |
| 5       | Rauchen – informiere dich                            | Information über Auswirkungen des Rauchens                                     |
| 6       | Drück dich aus                                       | Angemessene Kommunikation von Emotionen                                        |
| 7       | Steh zu dir                                          | Förderung von Durchsetzungsvermögen und Respekt für andere                     |
| 8       | Partytiger                                           | Anerkennung positiver Eigenschaften, Übung sozialer Kontakte                   |
| 9       | Drogen – Informiere dich                             | Information über positive und negative Auswirkungen von Drogenkonsum           |
| 10      | Bewältigungsstrategien                               | Umgang mit negativen Gefühlen und Schwächen                                    |
| 11      | Problemlösung und Entscheidungsfindung               | Strukturierte Problemlösung, Förderung kreativen Denkens                       |
| 12      | Zielsetzung                                          | Unterscheidung von kurz- und langfristigen Zielen, Programmabschluss           |

## Umsetzung
Die Umsetzung des „Unplugged“-Programms erfolgt durch eine 3-tägige Weiterbildung für Lehrkräfte und Schulsozialarbeitende. Diese Schulung bietet einen detaillierten Überblick über die Programminhalte und lässt genügend Raum für Rückfragen. Ein wesentlicher Bestandteil der Schulung ist die praktische Vorbereitung und Durchführung mindestens einer Unterrichtsstunde aus dem „Unplugged“-Curriculum durch die Fachkräfte selbst.
Nach Abschluss der Weiterbildung sind die ausgebildeten Fachkräfte dazu befähigt, den Unplugged-Kurs eigenständig an ihren jeweiligen Schulen durchzuführen. Um die erfolgreiche Implementierung des Programms weiter zu unterstützen, steht ein spezieller „Leitfaden zur Durchführung von Curricula auf der Basis des Konzepts vom umfassenden sozialen Einfluss (CSI) in Sekundarschulen“ zur Verfügung.

## Ziele
Das „Unplugged“-Programm verfolgt fünf Hauptziele:
1. Stärkung der Sozial- und Lebenskompetenzen: Förderung von kritischem Denken, effektiver Kommunikation, Empathiefähigkeit, Selbstwahrnehmung und der Fähigkeit zur Bewältigung von Emotionen und Stress.
2. Verringerung von Drogenerstkontakten: Verzögerung oder Verhinderung des Erstkontakts mit Drogen durch Aufklärung und Sensibilisierung für die Risiken und Folgen des Drogenkonsums.
3. Korrektur von normativen Überzeugungen: Adressierung der oft verzerrten Wahrnehmungen und Überzeugungen bezüglich der Verbreitung und Akzeptanz von Drogenkonsum unter Gleichaltrigen.
4. Unterstützung von Erziehungsberechtigten: Einbeziehung und Unterstützung der Eltern und anderer Erziehungsberechtigter bei der Förderung gesunder Verhaltensweisen ihrer Kinder.
5. Wissensvermittlung: Vermittlung fundierter Informationen über legale und illegale Substanzen, deren Wirkungen und potenzielle Risiken, mit besonderem Fokus auf Alkohol, Tabak und Cannabis.

## Wirksamkeit
Mehrere Studien haben die Wirksamkeit des „Unplugged“-Programms belegt. Die EU-Dap-Studie konnte eine signifikante Reduzierung der Prävalenz von Zigarettenrauchen, Rauschtrinken und Cannabisgebrauch unter 12- bis 14-jährigen europäischen Schülerinnen und Schülern im Vergleich zu Kontrollgruppen aufzeigen. Die positiven Effekte des Programms hielten auch fünfzehn Monate nach der Intervention an, insbesondere bei Episoden des Rauschtrinkens, alkoholbezogenen Problemen und Cannabisgebrauch. Die geschätzte relative Reduktion im Vergleich zur Kontrollgruppe betrug etwa 22 % für alkoholbezogene Verhaltensprobleme. Eine Mediatorenanalyse verdeutlichte, dass die Verbesserungen beim Cannabiskonsum hauptsächlich durch die Korrektur normativer Einstellungen, die Reduzierung positiver Erwartungen an die Substanz und die Veränderung der Haltung gegenüber illegalen Drogen erzielt wurden. Interessanterweise war das Programm bei Jungen wirksamer als bei Mädchen und zeigte stärkere Effekte bei der Reduzierung des Alkohol- und Cannabiskonsums im Vergleich zum Tabakkonsum. Die positiven Auswirkungen waren vor allem bei Jungen und Jugendlichen aus Schulen mit niedrigerem sozioökonomischem Niveau stärker ausgeprägt.

## Neuere Entwicklungen und Glücksspielprävention
Im Rahmen einer aktuellen Studie (GAPUnplugged) wird die Wirksamkeit einer erweiterten Version von Unplugged untersucht, die eine zusätzliche Komponente zur Prävention von problematischem Glücksspielverhalten enthält. Diese neue Komponente zielt darauf ab, Fehleinschätzungen über Glücksspiele zu korrigieren, die Ungerechtigkeit von Wetten direkt erfahrbar zu machen und kritisches Denken der Schüler zu fördern. Die Erweiterung umfasst eine spezifische Einheit namens „Unattainable ratings“ sowie neue Inhalte zum Thema Glücksspiel, die in bestehende Einheiten integriert wurden. Ein besonderes Element ist die Einführung eines Online-Sportwetten-Simulators, der es den Schülern ermöglicht, in einer sicheren Umgebung die Mechanismen und Risiken des Glücksspiels zu erfahren. Erste Ergebnisse dieser Studie stehen noch aus, aber es wird erwartet, dass die Integration von Glücksspielprävention in das „Unplugged“-Programm ähnlich positive Effekte zeigen wird wie bei der Substanzprävention.

## Verbreitung und Netzwerk
Das „Unplugged“-Programm wurde in zahlreichen europäischen Ländern sowie in Nigeria, Brasilien, Peru und Chile implementiert und evaluiert, sodass für diese Länder bereits übersetzte Programmanpassungen bestehen. In Deutschland bietet die gemeinnützige Organisation FINDER e.V. seit 2023 Unplugged-Weiterbildungen an. Über die European Union Drugs Agency können Umsetzungserfahrungen aus den verschiedenen Ländern eingesehen werden.